# Бенар, Мари
Мари́ Бена́р (фр. Marie Besnard, урождённая Мари́ Жозефи́н Филиппи́н Давайо́ Marie Joséphine Philippine Davaillaud, 15 августа 1896 — 14 февраля 1980) — французская землевладелица и рантье города Лудён (департамент Вьенна), фигурантка одного из громких судебных процессов во Франции, тянувшегося с 1949 по 1961 год. Обвинялась в отравлении 12 родственников и соседей (в том числе обоих мужей, собственных родителей, свёкра и свекрови) с целью завладения их имуществом и была оправдана по недостатку улик. По влиянию на общественное сознание французов дело Бенар было сопоставимо с процессом Мари Каппель-Лафарж. Процесс Бенар также вскрыл границы возможностей современных токсикологии и криминалистики; ключевые вопросы, поставленные на процессе, до конца не разрешены до сих пор.

## Предыстория
Мари Давайо родилась в бедной семье. В 1918 году вышла замуж за своего кузена Огюста Антиньи, работавшего привратником в поместье Шато-де-Мартен (Château des Martîns). После его кончины в 1927 году Мари вышла замуж за Леона Бенара, владевшего собственным домом и канатной мастерской. К концу 1940-х годов чета Бенаров стала одной из самой богатых семей в Лудёне. Их брак был бездетным.

## Следствие
Дело Бенар началось со слухов, распространявшихся в городе с восьмитысячным населением. 25 октября 1947 года скончался Леон Бенар — супруг Мари Бенар, причём лечащий врач диагностировал острый приступ уремии. Источником слухов была госпожа Пинту (Pintou), арендовавшая у Бенаров землю. Она утверждала, что когда случайно осталась одна в комнате умирающего, Леон Бенар поведал ей, что жена подмешала какую-то жидкость в его суп, отчего он и заболел (по другой версии, отравлены были грибы). В начале 1949 года эти слухи заинтересовали жандармерию, за дело взялся следственный комиссар Пьер Роже. 11 мая 1949 года была проведена эксгумация останков Леона Бенара. Экспертизу взял на себя лионский патологоанатом — доктор Беру (Béroud), обнаруживший во внутренних органах покойного 19,45 мг мышьяка на килограмм веса, что значительно превышало смертельную дозу.
Предпринятое расследование неожиданно выявило, что с личностью и окружением Мари Бенар связаны, по крайней мере, ещё 11 смертей, случившихся в период с 1927 по 1946 год. Экспертом по эксгумации всякий раз был доктор Беру.
1. 1 июля 1927 г. Скончался 33-летний Огюст Антиньи, первый супруг Мари Бенар (приходившийся ей кузеном). Причиной смерти по документам считался туберкулёз, однако в останках было обнаружено 60 мг мышьяка на 1 кг веса тела.
2. 22 августа 1938 г. Скончалась 86-летняя Мари Леконт, бабушка Леона Бенара. Она находилась в ссоре с детьми и внуками и оставила завещание в пользу Мари Бенар. Беру обнаружил в её останках 35 мг мышьяка на 1 кг веса тела.
3. 14 июля 1939 г. Скончался 64-летний Туссен Риве, сосед Бенаров, друг семьи. Содержание мышьяка в останках составило 18 мг на 1 кг веса тела.
4. 27 декабря 1939 г. Скончалась 49-летняя Бланш Риве, вдова предыдущего, официально от аневризмы аорты. Содержание мышьяка в её останках составило 30 мг на 1 кг веса тела. По завещанию всё имущество Риве перешло к Бенарам.
5. 14 мая 1940 г. Скончался 78-летний Пьер Давайо — отец Мари Бенар, официально от инсульта. Содержание мышьяка в его останках составило 36 мг на 1 кг веса тела.
6. 2 сентября 1940 г. Скончалась 92-летняя Луиза Гуэн, бабушка Леона Бенара. Содержание мышьяка в её останках было незначительным, поэтому обвинение не стало рассматривать этот случай. Она всегда была в хороших отношениях с Мари Бенар.
7. 19 ноября 1940 г. Скончался 78-летний Марселлен Бенар — свекор Мари Бенар. Содержание мышьяка в его останках составило 48 мг на 1 кг веса тела.
8. 16 января 1941 г. Скончалась 68-летняя Мари-Луиза Бенар, свекровь Мари Бенар, официально от гриппа. Содержание мышьяка в её останках составило 60 мг на 1 кг веса тела.
9. 27 марта 1941 г.  Скончалась 45-летняя Люси Бодэн, урождённая Бенар, сестра Леона Бенара. Официально она покончила жизнь самоубийством путём самоповешения, но обвинение выяснило, что она была верующей католичкой. Содержание мышьяка в её останках составило 30 мг на 1 кг веса тела. Следствие даже заподозрило, что соучастником убийства был Леон Бенар, сымитировавший самоубийство уже после смерти сестры.
10. 1 июля 1945 г. Скончалась 88-летняя Полина Бодино, кузина Леона Бенара. Содержание мышьяка в её останках составило 48 мг на 1 кг веса тела.
11. 9 июля 1945 г. Скончалась 83-летняя Виржини Лалерон, сестра предыдущей. Содержание мышьяка в её останках составило 20 мг на 1 кг веса тела.
12. 16 января 1946 г. Скончалась 71-летняя Мари-Луиза Давайо, мать Мари Бенар. Содержание мышьяка в её останках составило 48 мг на 1 кг веса тела.

Последний случай, как и смерть Леона Бенара, свидетели связывали с любовной связью Мари Бенар с немецким военнопленным Альфредом Дицем, работавшим у Бенаров батраком. При этом не было свидетельств, что Мари Бенар покупала мышьяк, не было свидетелей того, что она добавляла яд в пищу или напитки.
В пользу обвинения существовало два аргумента: каждая из этих смертей способствовала продвижению Мари Бенар по социальной лестнице или её обогащению. Последний случай связывался с личными отношениями Мари Бенар. В обвинительном акте она обвинялась в покушении на убийство путём отравления при отягчающих обстоятельствах: отце- и матереубийстве. 21 июля 1949 года Мари Бенар была арестована и с тех пор пребывала в предварительном заключении.

## Процесс
В период пребывания в заключении к Мари Бенар применялись обычные в те времена методы дознания: изматывающие допросы и подселение в камеру осведомителя. Никакой информации таким образом получить не удалось, Бенар до конца жизни отстаивала свою невиновность. Общественное мнение и ряд авторов, освещавших ход процесса (например, Ю. Торвальд), придерживались противоположной точки зрения.

### 1952 год. Первое слушание
Проводилось в Пуатье с 20 февраля 1952 года. Адвокатом Бенар стал известный тогда юрист Альбер Готра (Albert Gautrat). Суд сразу приговорил Мари Бенар к 2 годам лишения свободы и штрафу в 50 тыс. франков за подделку финансовой документации и получение выплат по фальшивым документам, но это была прелюдия к главному обвинению, выдвинутому на процессе. Готра строил защиту по двум линиям: в отчётах доктора Беру были обнаружены грубые ошибки (сосуды с препаратами не очищались, были перепутаны этикетки, количество сосудов разнилось в разных отчётах), повторная эксгумация показала, что с останками в 1949 году обращались крайне небрежно, в результате чего черепные кости оказались перемешанными в одной могиле. Готра тщательно изучал достижения тогдашней токсикологии, и поставил перед экспертами неразрешимый вопрос: мог ли содержащийся в земле Луденского кладбища мышьяк попасть в волосы покойных, показав на экспертизе завышенные показатели. Присяжные отправили дело на дальнейшее рассмотрение: Готра удалось доказать несовершенство методов тогдашней патологоанатомии и токсикологии.
10 июня 1953 года Апелляционный суд в Париже постановил, что в дальнейшем дело Бенар будет рассматриваться судом присяжных департамента Жиронды. Из Пуатье Мари Бенар была переведена в Бордо в тюрьму Форт-дю-А.

### 1954 год. Второе слушание
Проходило в Бордо с 15 по 31 марта 1954 года. Для исследований был привлечён профессор Гриффон, исследовавший содержание мышьяка в останках методом меченых атомов. Готра удалось доказать наличие грубых ошибок при проведении анализов, после чего 31 марта присяжные вновь отправили дело на дорассмотрение. В тот же день Мари Бенар была освобождена под залог в 1 млн. 200 тыс. франков, в Лудён она вернулась 12 апреля. Обвинение привлекло в качестве эксперта нобелевского лауреата Фредерика Жолио-Кюри, а после его кончины в 1958 году экспертизу продолжил профессор Савэль. Эксперты международного класса пришли к неожиданным выводам: ранее существовавшее мнение, что вещества из почвы не могут проникать в останки покойников, следует пересмотреть. При процессе анаэробного брожения в останках, в частности, костях и волосах, могут накапливаться весьма существенные дозы веществ, содержащихся в месте захоронения. Личность Мари Бенар отступила на второй план: в Пастеровском институте в Париже была построена точная модель Лудёнского кладбища для исследования движения подземных вод, на самом кладбище проводились захоронения отравленных мышьяком животных, с целью исследования содержания мышьяка после смерти в срок до двух лет. Эти исследования так и не дали результатов.

### 1961 год. Третье слушание
Проходило в Бордо с 21 ноября по 12 декабря 1961 года. Поскольку новых свидетельств против Мари Бенар не было представлено, многие свидетели успели скончаться за истекшие 11 лет, а эксперты не исключали возможность проникновения мышьяка в останки на Лудёнском кладбище уже после захоронения, дело было прекращено из-за недостатка улик.

## В массовой культуре
- В 1986 году был выпущен телевизионный фильм «Дело Мари Бенар», режиссёр Ив-Анри Юбер. В главной роли — Алис Саприк (французская актриса армяно-турецкого происхождения, годы жизни 1916—1990). Фильм удостоился награды Sept d’or в 1988 году.
- По каналу ТФ-1 в 2006 году был показан мини-сериал «Мари Бенар, отравительница». Режиссёр Кристиан Фор, в главной роли Мюриэль Робен.